# Ko Mi-sun
Ko Mi-sun (korejsky ???, anglická transkripce: Go Mi-sun; 1969) je jihokorejská reprezentantka ve sportovním lezení, mistryně Asie v lezení na obtížnost a v boulderingu.

## Výkony a ocenění
- 2000, 2001: nominace na prestižní mezinárodní závody Rock Master v italském Arcu

### Závodní výsledky
| Arco Rock Master | Arco Rock Master | Arco Rock Master |
| Rok              | 2000             | 2001             |
| ---------------- | ---------------- | ---------------- |
| Obtížnost        | 8                | 8                |

| Světový pohár      | Světový pohár | Světový pohár | Světový pohár | Světový pohár | Světový pohár | Světový pohár | Světový pohár | Světový pohár | Světový pohár | Světový pohár | Světový pohár |
| Rok                | 1994          | 1995          | 1996          | 1997          | 1998          | 1999          | 2000          | 2001          | 2002          | 2003          | 2004          |
| ------------------ | ------------- | ------------- | ------------- | ------------- | ------------- | ------------- | ------------- | ------------- | ------------- | ------------- | ------------- |
| Obtížnost          |               |               |               |               |               |               |               |               |               |               |               |
| jednotlivě (x/x/x) | 47            | 33            | 14,14         | 10,13,8,8     | 9,11,18       | 7,4,8,28      | 6,8,8,10,8    | 5,13,24,33,8  | 9,22          | 25,8          | 23,25,12      |
|                    |               |               |               |               |               |               |               |               |               |               |               |
| Rychlost           | —             | —             | —             | —             | —             |               |               | —             | —             | —             | —             |
| jednotlivě (x/x/x) | —             | —             | —             | —             | —             | 12,12         | 15,9          | —             | —             | —             | —             |
|                    |               |               |               |               |               |               |               |               |               |               |               |
| Bouldering         | —             | —             | —             | —             | —             | —             |               |               |               |               | —             |
| jednotlivě (x/x/x) | —             | —             | —             | —             | —             | —             | 11,18,14      | 13,17         | 17            | 11            | —             |
|                    |               |               |               |               |               |               |               |               |               |               |               |
| Kombinace          | —             | —             | —             | —             | —             |               |               |               |               |               | —             |

* poznámka: nalevo jsou poslední závody v roce
| Mistrovství Asie | Mistrovství Asie | Mistrovství Asie | Mistrovství Asie | Mistrovství Asie | Mistrovství Asie |
| Rok              | 2000             | 2001             | 2002             | 2003             | 2004             |
| ---------------- | ---------------- | ---------------- | ---------------- | ---------------- | ---------------- |
| Obtížnost        | 1                |                  | 1                | 1                | 2                |
| Bouldering       | —                | 1                | —                | —                | —                |